# Pyrinia distincta
Pyrinia distincta là một loài bướm đêm trong họ Geometridae.